# هری جی. وایلد
هری جی. وایلد (انگلیسی: Harry J. Wild؛ زاده ۵ ژوئیهٔ ۱۹۰۱ – درگذشته ۲۴ فوریهٔ ۱۹۶۱) یک مدیر فیلم‌برداری اهل ایالات متحده آمریکا بود.
از فیلم‌های او می‌توان به مادموازل فی‌فی و زنی در ساحل اشاره کرد.